# Segalin
Segalin ist eine Rotweinsorte. Es handelt sich um eine Neuzüchtung des Institut national de la recherche agronomique (INRA) Montpellier zwischen den Rebsorten Jurançon Noir x Blauer Portugieser. Die Kreuzung erfolgte im Jahr 1980 durch den französischen Ampelographen Paul Truel auf dem Gelände der Domaine de Vassal, dem Versuchsweingut des INRA Montpellier. Da die Sorte sehr früh reift, wird das Risiko von Frösten im Herbst sowie Rohfäule minimiert. 
Die Weine sind tiefrot, tanninreich und verfügen über ein angenehmes Aroma.
In Frankreich waren im Jahr 2002 ca. 15 Hektar Rebfläche mit Segalin bestockt. Siehe auch den Artikel Weinbau in Frankreich sowie die Liste von Rebsorten.
- Synonyme: Zuchtstammnummer INRA 1377-174 (Kreuzung Nummer 1377, Pflanze 174 der Serie).
- Abstammung: Jurançon Noir x Blauer Portugieser

## Ampelographische Sortenmerkmale
In der Ampelographie wird der Habitus folgendermaßen beschrieben:
- Die Triebspitze ist offen. Sie ist stark weißlich behaart.
- Die dunkelgrünen Blätter (siehe auch den Artikel Blattform) sind fünflappig und mitteltief gebuchtet. Die Stielbucht U-förmig geschlossen. Der Blattrand ist mittelstark gesägt.
- Die kegelförmige Traube ist mittelgroß, geschultert und dichtbeerig. Die rundlichen Beeren sind klein und von schwarz-blauer Farbe.

Segalin ist anfällig gegen die Stiellähme sowie leidet an Magnesiummangel.
In Frankreich wurde bisher 1 Klon, die Nummer 745 selektiert und anerkannt.
Die Rebsorte Segalin reift fast zeitgleich mit dem Gutedel und ist damit für eine rote Rebsorte sehr früh reifend.